# Anna (Go to Him)
Anna (Go to Him) (englisch Anna [Geh’ zu ihm]) ist ein Lied von Arthur Alexander, das 1962 als Single A-Seite veröffentlicht wurde. Komponiert wurde es ebenso wie die B-Seite I Hang My Head and Cry von Arthur Alexander. 1963 wurde Anna (Go to Him) von der britischen Band The Beatles auf ihrem Studioalbum Please Please Me veröffentlicht.

## Hintergrund
Arthur Alexander veröffentlichte am 17. September 1962 die Single A-Seite Anna (Go to Him) auf Dot Records, die Platz 68 der US-amerikanischen Charts erreichte. Die B-Seite ist I Hang My Head And Cry.
Anna (Go to Him) gehörte 1962 nach der Veröffentlichung der Single von Arthur Alexander zum Liverepertoire der Beatles, da das Stück zu den damaligen Lieblingsliedern von John Lennon gehörte.
Während der Studioaufnahmen zum Album Please Please Me nahmen die Beatles sechs Fremdkompositionen für das Album auf, da sie nicht genügend geeignete Eigenkompositionen hatten, eines davon war Anna (Go to Him). Obwohl Anna den Zusatztitel Go to Him trägt, singt Arthur Alexander wie auch die Beatles go with him.
George Harrison sagte zum Lied: „Anna von Arthur Alexander war ebenfalls auf dem Album. Ich weiß noch, dass ich mehrere Platten von ihm hatte. John sang drei oder vier seiner Songs. Arthur Alexander verwendete eine ganz eigentümliche Rhythmusfigur, die wir nachzuahmen versuchten, aber ohne rechten Erfolg. Schließlich erfanden wir selbst etwas, das zwar merkwürdig, aber ebenso originell klang.“

## Aufnahme der Beatles
Zehn der vierzehn Lieder des ersten Beatlesalbums Please Please Me nahm die Band am 11. Februar 1963 in den Londoner Abbey Road Studios auf – darunter Anna (Go to Him). Produzent war George Martin, assistiert vom Toningenieur Norman Smith. Die Band nahm insgesamt drei Takes zwischen 20:15 und 20:45 Uhr auf. Den 25. Februar 1963 verbrachte George Martin damit, ohne die Beatles, die Aufnahmen in Mono und Stereo abzumischen.
Besetzung
- John Lennon: Akustikgitarre, Gesang
- Paul McCartney: Bass, Hintergrundgesang
- George Harrison: Leadgitarre, Hintergrundgesang
- Ringo Starr: Schlagzeug

## Veröffentlichungen
- Am 17. September 1962 wurde die Single Anna (Go to Him) / I Hang My Head And Cry von Arthur Alexander veröffentlicht.[2]
- 1982 wurde Anna (Go to Him) erstmals auf einem Kompilationsalbum von Arthur Alexander mit dem Titel A Shot Of Rhythm And Soul veröffentlicht.[3]
- Am 22. März 1963 erschien Anna (Go to Him) in Großbritannien auf dem ersten Beatles-Album Please Please Me.
- Am 1. November 1963 erschien Anna (Go to Him) auf der EP The Beatles (No. 1) in Großbritannien und erreichte Platz 24 der Charts.
- In den USA wurde Anna (Go to Him) erstmals auf dem dortigen Debütalbum Introducing… The Beatles am 10. Januar 1964 veröffentlicht.
- Am 23. März 1964 wurde die Beatles-EP Souvenir of their Visit to America in den USA veröffentlicht auf der sich ebenfalls Anna (Go to Him) befindet.[4]
- In Costa Rica erschien 1964 die Single Anna (Go to Him) / Chains[5]
- Für BBC Radio nahmen die Beatles unter Live-Bedingungen zwei weitere Fassungen von Anna (Go to Him) auf, von denen die Aufnahme vom 1. August 1963, im BBC Playhouse Theatre, Manchester, auf dem Album On Air – Live at the BBC Volume 2 am 8. November 2013 erschien.[6]
- Am 17. Dezember 2013 wurde das Download-Album The Beatles Bootleg Recordings 1963 veröffentlicht, auf dem sich die zweite BBC-Liveversion von Anna (Go to Him) befindet. Diese wurde am 17. Juni 1963 im Studio Five, BBC Maida Vale, London aufgenommen.

## Weitere Coverversionen
- Humble Pie – Thunderbox [7]
- George Martin – George Martin Instrumentally salutes the Beatle Girls [8]
- Herb Alpert & The Tijuana Brass – The Brass are Comin’ [9]